# Cobitis calderoni
A Cobitis calderoni a sugarasúszójú halak (Actinopterygii) osztályának a pontyalakúak (Cypriniformes) rendjébe, ezen belül a csíkfélék (Cobitidae) családjába tartozó faj.

## Előfordulása
A Cobitis calderoni Északnyugat-Spanyolországban honos.

## Megjelenése
Ez a halfaj legfeljebb 10 centiméter hosszú.

## Életmódja
Tápláléka algák és a köztük élő fenéklakók, például férgek és rovarok. Akár 3 évig is élhet.